# 4 TIMES
「4 TIMES」（フォー タイムズ）は、2011年8月17日にリリースされた日本の歌手・倖田來未の50枚目のシングル。発売元はrhythm zone。

## 解説
前作「POP DIVA」より約6か月ぶりとなるシングル。2006年発売の「4 hot wave」から毎年続いている夏の数曲入りシングルであり、本作では「Poppin' love cocktail feat.TEEDA」「IN THE AIR」「V.I.P.」「KO-SO-KO-SO」の4曲が収録されている。「CD＋DVD」、「CDのみ」、「CD + デジタルカメラ」（完全受注限定生産盤）、「CD + ポストカードBOXセット」（数量限定生産盤）の4形態での発売となる。
「Poppin' love cocktail」は、同じエイベックス所属のミクスチャーバンド、BACK-ONが作曲し、メンバーのTEEDAがフィーチャリングで参加しており、2011年8月13日に放送されたTBS系音楽番組『COUNT DOWN TV』のゲストライブにもTEEDAが参加している。ちなみに、BACK-ONの10枚目のシングル「Connectus and selfish」も同日発売された。
シングルのメイン曲でフィーチャリングアーティストを迎えるのは、「That Ain't Cool」（倖田來未 feat.Fergie）以来、7度目となった。

## 楽曲解説

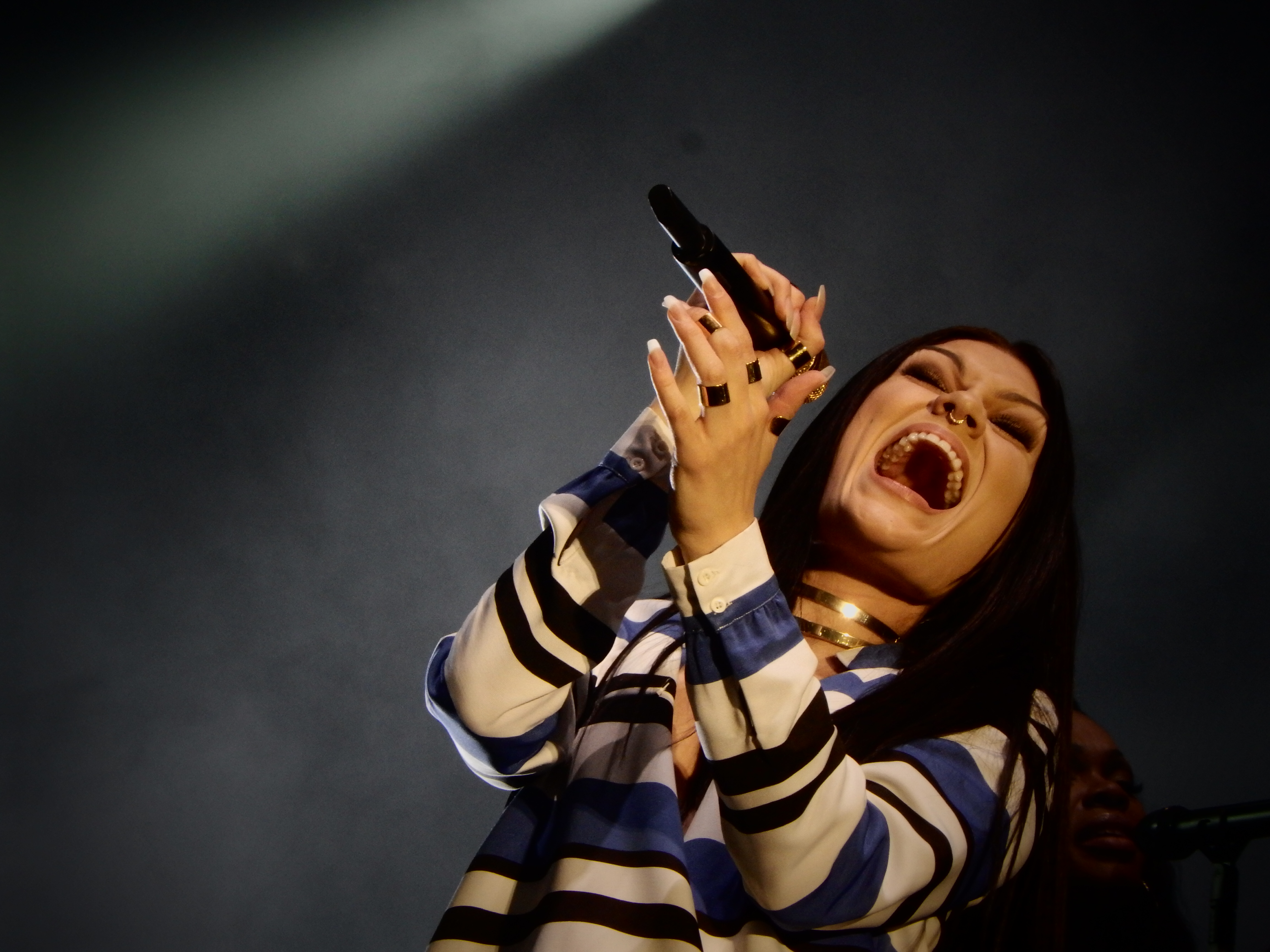
「V.I.P.」に参加したジェシー・J

※インストは除く。
Poppin' love cocktail feat.TEEDA
『BACK-ONが歌ってもかっこいいと思う曲を書いて欲しい』と依頼をして受けたフィーチャリング曲。ロックサウンド全開の、明るくてキャッチーな曲となっている。
MVにはラップ担当のTEEDAと２人でフルCGで撮影をし、「楽曲に負けないスピード感をもっているので、映像もぜひ見て欲しい」と語っている。
IN THE AIR
“夏の花火大会の帰り” をイメージに制作された曲。MVでは「大人の女性らしく、ひとつひとつの動作をゆっくり動くことを意識した」と語っている。
V.I.P.
“男性に媚びる事のない、強気な女性を描いた” ダンスナンバー。ソングライターとして全英1位を獲得したこともあるイギリスの歌手ジェシー・Jが参加。
KO-SO-KO-SO
“スキャンダラスなワンナイトラブ” をテーマにしたミステリアスなエレクトロ・ナンバー。
MVでは「相手が女の子だからこそ、私も気持ちが入りやすかったし、好きな人にしか見せない表情や姿が綺麗に描けた」と語っている。

## 収録曲

### CD+DVD・CD盤

#### CD
1. Introduction 〜sunny time〜 [0:40]

インスト
2. Poppin' love cocktail feat. TEEDA [5:00]
作詞：Kumi Koda, TEEDA
作曲：BACK-ON
編曲：BACK-ON & JIN
3. Interlude 〜sunset time〜 [0:36]

インスト
4. IN THE AIR [4:08]
作詞：Kumi Koda
作曲：FAST LANE, ERIK LIDBOM
編曲：ERIK LIDBOM
5. Interlude 〜midnight time〜 [0:28]

インスト
6. V.I.P. [3:05]
作詞・作曲：Kumi Koda, Toby Gad, Jessica Cornish
編曲：Toby Gad
7. Interlude 〜time to... love〜 [0:28]

インスト
8. KO-SO-KO-SO [3:05]
作詞・作曲：Kumi Koda, Allan P Grigg, 竹本健一

#### DVD
[MUSIC VIDEO]
1. Poppin' love cocktail feat. TEEDA
2. V.I.P.
3. KO-SO-KO-SO
4. IN THE AIR

### CD+デジタルカメラ(完全受注限定生産)・CD+ポストカードBOXセット(数量生産限定)盤
1. Poppin' love cocktail feat. TEEDA

## タイアップ
- H.I.S. TV-CMソング (#2)
- music.jp TV-CFソング (#2)
- BeeTV『LoveSpot〜恋が実る場所〜』主題歌 (#4)
- 日本テレビ系ドラマ『ピースボート -Piece Vote-』主題歌 (#8)

## 収録アルバム
- Poppin' love cocktail feat. TEEDA
  - 『JAPONESQUE』
  - 『SUMMER of LOVE』
  - 『BEST 〜2000-2020〜』
- IN THE AIR
  - 『JAPONESQUE』
  - 『BEST 〜2000-2020〜』(ファンクラブ限定盤)
- V.I.P.
  - 『JAPONESQUE』(feat.T-Pain、Album Version)
  - 『SUMMER of LOVE』
  - 『BEST 〜2000-2020〜』(ファンクラブ限定盤)
- KO-SO-KO-SO
  - 『JAPONESQUE』
  - 『BEST 〜2000-2020〜』(ファンクラブ限定盤)

## 収録ライブ映像
- Poppin' love cocktail feat.TEEDA
(※は、TEEDAとの共演)
  - 『a-nation'11』(Love Me Back) ※
  - 『KODA KUMI LIVE TOUR 2011 〜Dejavu〜』
  - 『KODA KUMI LIVE TOUR 2013 〜JAPONESQUE〜』
  - 『Koda Kumi 15th Anniversary First Class 2nd LIMITED LIVE at STUDIO COAST』(WALK OF MY LIFE、ファンクラブ限定盤)
  - 『Koda Kumi 15th Anniversary Live Tour 2015 〜WALK OF MY LIFE〜』(メドレー)
  - 『Koda Kumi 15th Anniversary Premium Live』(WINTER of LOVE、ファンクラブ限定盤) ※
  - 『KODA KUMI 15th Anniversary LIVE The Artist』
  - 『KODA KUMI LIVE TOUR 2016 〜Best Single Collection〜』(BONUS MOVIE)
- IN THE AIR
  - 『KODA KUMI LIVE TOUR 2013 〜JAPONESQUE〜』
  - 『KODA KUMI 15th Anniversary LIVE The Artist』
  - 『KODA KUMI LIVE TOUR 2019 re(LIVE) 〜JAPONESQUE〜』
    - 『KODA KUMI LIVE TOUR 2019 re(LIVE) -Black Cherry- & -JAPONESQUE-』(ファンクラブ限定盤)
- V.I.P.
(※は、T-Painと共演)
  - 『KODA KUMI LIVE TOUR 2013 〜JAPONESQUE〜』
  - 『Koda Kumi 15th Anniversary Premium Live』(WINTER of LOVE、ファンクラブ限定盤) ※
  - 『KODA KUMI LIVE TOUR 2019 re(LIVE) 〜JAPONESQUE〜』
    - 『KODA KUMI LIVE TOUR 2019 re(LIVE) -Black Cherry- & -JAPONESQUE-』(ファンクラブ限定盤)
- KO-SO-KO-SO
  - 『KODA KUMI LIVE TOUR 2013 〜JAPONESQUE〜』
  - 『KODA KUMI LIVE TOUR 2019 re(LIVE) 〜JAPONESQUE〜』
    - 『KODA KUMI LIVE TOUR 2019 re(LIVE) -Black Cherry- & -JAPONESQUE-』(ファンクラブ限定盤)

  - 『KODA KUMI Love & Songs 2022』